# Іванівка (Гродівська селищна громада)
Іва́нівка — село Гродівської селищної громади Покровського району Донецької області, Україна. У селі мешкає 669 людей.

## Загальні відомості
Відстань до райцентру становить близько 24 км і проходить автошляхом місцевого значення.

## Населення
За даними перепису 2001 року населення села становило 669 осіб, із них 62,93 % зазначили рідною мову українську та 36,92 % — російську.

## Люди
В селі народився Петренко Володимир Васильович (нар. 1926) — український скульптор.